# Guillemina Cristina de Saxònia Weimar
Guillemina Cristina de Saxònia Weimar (en alemany Wilhelmine Christiane von Sachsen-Weimar) va néixer a Weimar (Alemanya) el 26 de gener de 1658 i va morir a Sondershausen el 30 de juny de 1712. Era una noble alemanya, filla del duc Joan Ernest II de Saxònia-Weimar (1627-1683) i de Cristina Elisabet de Schleswig-Holstein-Sonderburg (1638-1679).

## Matrimoni i fills
El 25 de setembre de 1684 es va casar a Sondershausen amb Cristià Guillem de Schwarzburg-Sondershausen (1645-1721), fill del comte Antoni Günther (1620-1666) i de Maria Magdalena de Birkenfeld (1622-1689). D'aquest matrimoni en nasqueren: 
- Joana Augusta (1686-1703)
- Cristiana Guillemina (1688-1749)
- Enric (1689-1758), príncep hereu de Schwarzburg-Sondershausen.
- August I (1691-1750), casat amb Carlota Sofi d'Anhalt-Bernburg (11696-1762).
- Enriqueta Ernestina (1692-1759)
- Rodolf (1695-1749)
- Guillem (1699-1762)
- Cristià (1700-1749), casat amb Sofia d'Anhalt-Bernburg-Hoym.